# Siedra
Siedra (en grec antic Σύεδρα) era una ciutat de la costa occidental de Cilícia entre Coracesi i Selinos, segons Estrabó. El geògraf romà Esteve de Bizanci la va situar a Isàuria i Hièrocles a Pamfília. Es trobava sobre un turó escarpat.
Les seves ruïnes se situen actualment a la costa meridional de Turquia entre les ciutats d'Alanya i Gazipaşa. Les campanyes d'excavacions començaren el 1994 sota la direcció del directorat del Museu d'Alanya. S'hi revelà aleshores el carrer principal de la part alta de la ciutat, i alhora una cova decorada amb imatges cristianes probablement usada pels batejos. S'hi va descobrir un mosaic que es conserva i presenta al museu d'Alanya. Entre les altres estructures que s'han trobat figuren un temple, un teatre, botigues, banys, les muralles de la ciutat i diverses cisternes que proveïen la població amb aigua. El 2011, els arqueòlegs que van fer recerques submarines van poder datar força relíquies d'un port a Syedra a l'edat de bronze, o sigui al voltant de 5.000 anys abans la nostra època.